# 彼得羅皮利亞 (伊久姆區)
49°6′10″N 37°6′26″E / 49.10278°N 37.10722°E
彼得羅皮利亞（烏克蘭語：Петропілля）是位於烏克蘭東部的村莊，由哈爾科夫州伊久姆區的奧斯基爾市鎮負責管轄。該村始建於1774年，面積0.61平方公里，海拔高度148米，2001年人口55，人口密度每平方公里89.9人。